# Бохоль (провінція)
Бохол, Бохоль — острівна провінція Філіппін, розташована в регіоні Центральні Вісаї, складається з острова Бохол та 75-ти дрібних островів. Столицею провінції є місто Тагбіларан. Загальна площа провінції становить 4 821 км2. На захід від провінції розташований острів Себу, на північний схід — острів Лейте, на півдні — через море Мінданао, острів Мінданао.
Провінція є популярним місцем для туристів з пляжами та курортами. Острів Панглао, розташований на південний захід від Тагбіларана, входить до десятки найкращих місць для дайвінгу в світі. Численні водоспади і печери, які приваблюють туристів, розкидані по всьому острову.
Клімат провінції сухий з максимальною кількістю опадів між червнем та жовтнем.
Провінція Бохол є батьківщиною восьмого президента Філіппін Карлоса П. Гарсії (1957—1961).
Одним з природних чудес Філіппін та провінції Бохоль вважаються шоколадні пагорби. Вони являють собою пагорби з вапняку, який залишився від коралових рифів під час льодовикового періоду, коли острів був занурений під воду. Провінцію перетинають декілька річок, що протікають від центру острова до узбережжя.
З площею 4 821 км2 та протяжністю берегової лінії 261 км острів Бохол є десятим за величиною островом Філіппін.